# Wladimir Michailowitsch Grinin

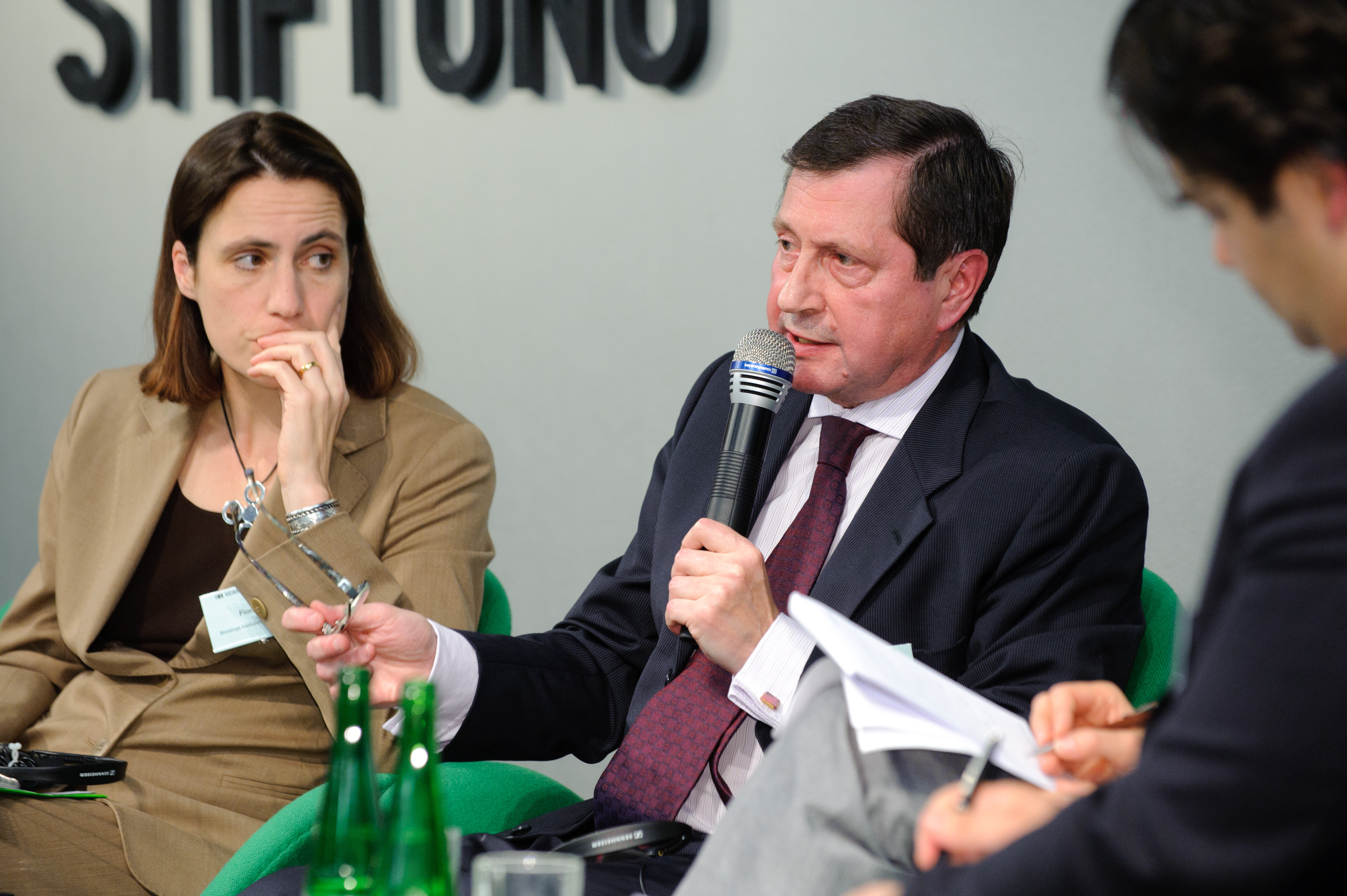
Wladimir Michailowitsch Grinin (2010)

Wladimir Michailowitsch Grinin (russisch Владимир Михайлович Гринин; * 15. November 1947 in Moskau) ist ein russischer Diplomat und war von 2010 bis 2018 Botschafter der Russischen Föderation in der Bundesrepublik Deutschland.

## Lebenslauf
Grinin absolvierte 1971 das Staatliche Moskauer Institut für Internationale Beziehungen (MGIMO) und trat danach in den diplomatischen Dienst ein. Sein erster Posten führte ihn an die Botschaft der UdSSR in Bonn. Von 1980 bis 1982 besuchte er die Diplomatische Akademie des Ministeriums für Auswärtige Angelegenheiten der UdSSR.
Er war bis 1986 Mitglied der sowjetischen Delegation bei den Verhandlungen zwischen der UdSSR und den USA über die Abrüstung und Rüstungskontrolle in Genf. Es folgte eine Verwendung als Botschaftsrat und später Abteilungsleiter der Botschaft der UdSSR in der DDR und ab 1990 in der Bundesrepublik Deutschland. Von 1994 bis 1996 war Grinin Direktor der 4. Europäischen Abteilung des Ministeriums für Auswärtige Angelegenheiten der Russischen Föderation und in dieser Funktion zuständig für die Beziehungen zu Deutschland. Sein erster Botschafterposten führte ihn von 1996 bis 2000 nach Österreich. Von 2000 bis 2003 bekleidete Grinin den Posten des Generalsekretärs des Außenministeriums. Die nächsten Verwendungen als Botschafter führten ihn nach Finnland (2003–2006) und Polen (2006–2010).
Im Juni 2010 wurde er zum „Außerordentlichen und Bevollmächtigten Botschafter“ der seit 1992 bestehenden Russischen Föderation in der Bundesrepublik Deutschland ernannt.  Am 10. Januar 2018 wurde er in seinem Amt von Sergei Jurjewitsch Netschajew abgelöst.

## Sonstiges
Grinin ist verheiratet und hat eine Tochter. Er spricht neben Russisch auch Deutsch, Englisch und Französisch.
Grinin beendete den von 2001 bis 2009 von seinem Vorgänger Wladimir Kotenjow ausgerichteten jährlichen Sommerball in der Russischen Botschaft.

## Auszeichnungen
- Großes Verdienstkreuz des Verdienstordens der Bundesrepublik Deutschland (1. Juni 2018) – für den leidenschaftlichen und beständigen Einsatz für  die deutsch-russischen Beziehungen[3]
- Orden der Ehre (30. Juni 2012)
- Orden der Freundschaft (20. August 2007) – für den Beitrag zur Realisierung des außenpolitischen Kurses der Russischen Föderation in Europa[4]

## Schriften
Russlands Botschafter. Meine Jahre in Berlin. Das Neue Berlin, Berlin 2020, ISBN 978-3-360-01360-6.